# IC 576
IC 576 је галаксија у сазвјежђу Лав која се налази на листи објеката дубоког неба у Индекс каталогу.
Деклинација објекта је + 11° 2' 24" а ректасцензија 9h 55m 7,0s. Привидна величина (магнитуда) објекта IC 576 износи 14,3 а фотографска магнитуда 15,3. IC 576 је још познат и под ознакама MK 1240, CGCG 63-104, NPM1G +11.0219, PGC 28603.